# Frank McDonald (Curler)
Frank McDonald (* 24. Juli 1888 in Shelburne, Ontario, Kanada; † 1971) war ein kanadischer Curler. 
McDonald spielte als Third der kanadischen Ontario-Mannschaft bei den III. Olympischen Winterspielen 1932 in Lake Placid im Curling. Die Mannschaft gewann die olympische Silbermedaille. Da Curling damals noch eine Demonstrationssportart war, besitzt die Medaille keinen offiziellen Status.

## Erfolge
- 2. Platz Olympische Winterspiele 1932 (Demonstrationswettbewerb)